# 미국의 비극
《미국의 비극》(영어: An American Tragedy) 또는 《아메리카의 비극》은 시어도어 드라이저의 1925년 장편소설이다. 종교와 가난 때문에 심한 제약을 받고 불우하게 성장 한 주인공 크라이드가 자신이 동경해 온 상류사회에로의 진출을 위해 가난한 애인을 죽이고 그 자신도 살인범으로 처형된다는 이야기. 대한민국에는 1999년 범우사에서 김병철 번역으로 출간되었다. 1951년작 조지 스티븐스 감독의 영화 《젊은이의 양지》의 원작이다.